# Jakub Bachleda
Jakub Bachleda – polski przewodnik tatrzański, narciarz.

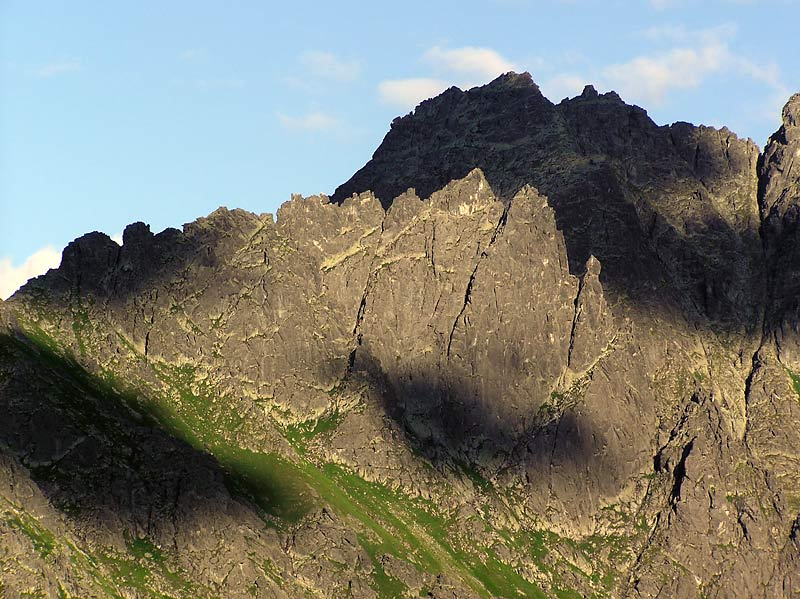
Wyżnia Spadowa Przełączka tuż na prawo od zacienionego wierzchołka Żabiego Szczytu Wyżniego (dokładniejszy opis)

Był autorem wielu pierwszych wejść turystycznych na szczyty tatrzańskie (często prowadząc grupy wspinaczy), m.in.:
- Niżnie Rysy (18 lipca 1905)
- Żabi Szczyt Wyżni (26 lipca 1905)
- Zachodni Szczyt Żelaznych Wrót (28 lipca 1905),

a także na liczne żleby i przełęcze tatrzańskie, m.in.:
- Białczańska Przełęcz Wyżnia (26 lipca 1905)
- Owczy Żleb (26 lipca 1905)
- Wyżnia Spadowa Przełączka (26 lipca 1905)
- Niżnia Żłobista Przełączka (28 lipca 1905).

W 1907 roku wszedł na nartach na Hruby Regiel.